# Adelothrips lativerticis
Adelothrips lativerticis är en insektsart som först beskrevs av George Edward Post 1961.  Adelothrips lativerticis ingår i släktet Adelothrips och familjen rörtripsar. Inga underarter finns listade i Catalogue of Life.